# Prasophyllum morganii
Prasophyllum morganii är en orkidéart som beskrevs av William Henry Nicholls. Prasophyllum morganii ingår i släktet Prasophyllum och familjen orkidéer. Inga underarter finns listade i Catalogue of Life.